# A menyasszony (Így jártam anyátokkal)
A menyasszony az Így jártam anyátokkal című televízió-sorozat ötödik évadának huszonharmadik epizódja. Eredetileg 2010. május 17-én vetítették, míg Magyarországon 2010. november 8-án.
Ebben az epizódban Ted és legújabb randija moziba mennek, ahol "A menyasszony" című filmet nézik meg. A film cselekménye Ted és Stella kapcsolatát ábrázolja, melyben Ted a negatív fél. Eközben felmerül annak a kérdése is, hogy vajon mindenkinek van-e "csomagja".

## Cselekmény
Jövőbeli Ted elmondja a gyerekeinek, hogy mindenkinek, aki már elmúlt 30 éves, van valamilyen "csomagja". Ez azt jelenti, hogy van valami kellemetlen dolog a múltjából, amit egész végig magával hordoz. Amikor erről beszél, és rájön, kinél mi az, vizuálisan is megjelenik a "csomag". Ezután mesélni kezd egy Royce nevű lányról, akinek szemlátomást nincs csomagja, noha gondosan próbálta leellenőrizni. A banda is megbeszéli, hogy mindannyiuknak van – még Marshallnak is, neki az, hogy túl kedves és túl könnyen bízik meg emberekben. 
Ted ezután úgy dönt, hogy elviszi Royce-t a moziba, ahol az új sikerfilmet, "A menyasszony"-t nézik meg. Csak a vetítés közben kezd el számára kiderülni, hogy a film igazából az ő és Stella kapcsolatáról szól. A forgatókönyvet ráadásul Stella exférje, Tony írta, és úgy, hogy "Jed Mosley" a film negatív főhőse legyen. Még azokat a dolgokat is, amiket Ted romantikusnak szánt, Tony úgy írt át a film kedvéért, mintha Ted bunkó lett volna. Végül rájön, hogy neki is megvan a csomagja: otthagyták az oltárnál. A többiek arra bíztatják, hogy mondja el ezt az egészet Royce-nak, de ő úgy gondolja, hogy átsiklik az egész felett (még úgy is, hogy a film minden idők ötödik legnagyobb sikere). Végül Ted nem bírja, és amikor Royce barátnői is azt mondják, hogy újra meg akarják nézni, zaklatottan távozik.
Marshall végül meggyőzi őt arról, hogy semmi baj nincs vele és egy remek srác, minek hatására visszaszerzi az önbizalmát, és a moziban, szinkronban a film lánykéréses jelenetével, elhívja magához Royce-t palacsintát sütni. A lány igent mond, ám később kiderül, hogy hatalmas csomagja van: őt már háromszor hagyták faképnél az oltárnál, szerencsejáték-függő, és a bátyjával együtt alszik.

## Kontinuitás
- Minden kínos dolog, amit Royce barátnői felemlegetnek Jed Mosley kapcsán, megtörtént Teddel is: a pillangó-tetoválás ("Most figyelj"), a piros cowboycsizma ("A költözés"), az enciklopédium szó használata ("Közbelépés"), és hogy megverte egy kecske ("Az ugrás"). Ez utóbbiról kérdéses, honnan tudhatott Tony, hiszen Stella már korábban elhagyta Tedet. Emellett benne van a filmben Ted és Stella kétperces randija ("Tíz alkalom"), a plüssállatos lánykérés ("Csodák"), és Tony meghívása az esküvőre ("A Shelter-sziget")
- "Mindig van egy "De..." – hangzott már el a "Kisfiúk" című részben is.
- Barney korábbi részekben is kifejtette, hogy kerüli a 30 feletti nőket.
- Jövőbeli Ted ismét eufemizál, amikor Barney káromkodik a moziban.
- Ted és Robin ismét tisztelegnek a katonai rangjelzés hallatán ("Pofonadás").
- Barney szerint minden pontosan úgy volt a filmben is, ahogy a valóságban is történt. Mondja ezt annak ellenére, hogy ő mindvégig kiállt Ted miatt. Ez azért van így, mert "A Stinson család" című epizódban és későbbi részekben is látható, hogy a filmekben valamiért mindig a főgonoszt tekinti az igazi hősnek.
- Jövőbeli Ted már az "Amilyen hamar tud" című részben is megemlítette, hogy Tony sikeres forgatókönyvíró lett.
- Robin szerint a film a második legnépszerűbb film Észak-Koreában is, ahol egyedül az a film előzi meg, amelyikben Kim Dzsongil átlovagol egy mezőn. "A terasz" című részben a saját műsorának nézettségére hivatkozott ugyanezzel a példával.
- A "Murtaugh" című részben Robin és Barney is akaratukon kívül segítettek kirabolni egy házat.

## Jövőbeli visszautalások
- Marshall túlzott kedvessége a téma "A nagy verseny" és az "Ó, Drágám!" című részekben.
- Ted bosszúságára "A menyasszony" nagy siker lett. A "Vulkanikus" című részből kiderül, hogy készült második része is, egy Broadway-musical is, és a "Nem sürgetlek" című részben látható előretekintésben egy harmadik epizódra is utalnak.

## Érdekességek
- Jed Mosley frázisa, az "ez nem fog menni, kiscsibém", eredetileg a Ted Mosbyt játszó Josh Radnor szájából hangzott el, a "Már megint egy dilis amcsi film"  című filmben.
- "A tökéletes hét" című részben Jim Nantz megjegyezte, hogy Barney nem fekszik le kövér nőkkel. Az epizód utolsó jelenetében azonban, több más nővel egyetemben, egy teltebb is látható, akinek a "Lefeküdt Barney-val" felirat áll a csomagján.
- Barney azt mondja Marshallnak, hogy az egyetlen hely, ami olyan kedves, mint ő, az a Szezám utca. Jason Segel, aki nagy rajongója a Muppet-figuráknak, szerepelt a 2011-es Muppets-filmben.
- A vendégszereplő Malin Akerman az epizód bemutatásának évében szerepelt Josh Radnor első filmrendezésében, a "Jóvoltköszönömkérekmég"-ben.

## Zene
- Chop Chop - Play
- Craig Armstrong - Joanna Drives Off

## Vendégszereplők
- Judy Greer - Royce
- Jason Lewis - a filmben szereplő Tony
- Malin Åkerman - a filmben szereplő Stella
- Chris Kattan - Jed Mosley
- Arshad Aslam - Brian
- Jeremy Glazer - Bruce
- Jacob Hopkins - Billy
- Gloria Calderon Kellett - Rachel
- Miranda Lilley - Patricia
- Tom Virtue - pap